# De Papegaai (televisieserie)
De papegaai was een Nederlandse televisieserie voor de jeugd die in 1988 door de IKON werd uitgezonden in zes delen van 25 minuten. Het was een fictief verhaal dat ging over een gezin dat moest vluchten nadat er in Nederland een staatsgreep had plaatsgevonden.
Drukker Johan van Dam verzette zich tegen de nieuwe machthebbers, de Organisatie van vaderlands lievende officieren, door pamfletten tegen hen te verspreiden. Hij moet door deze activiteiten onderduiken en moest later samen met zijn vrouw en kinderen vluchten omdat hij verraden was door zijn buurman. Zijn zoon Teun neemt de sprekende papegaai Lukas mee. Het gezin vroeg politiek asiel aan in het denkbeeldige land Tyros. Van hieruit probeerde Johan het verzet in Nederland te steunen. Hier bleek dat de kinderen, maar ook Johan, zich maar moeilijk konden aanpassen aan de gewoontes van het nieuwe land net zoals vluchtelingen dat in Nederland hebben. Zijn dochter Karin had er minder moeite mee.
De serie had een dubbele bodem en liet de jeugd zien dat wat in landen met onmenselijke regimes met een dictatuur zoals Iran, Irak of Afghanistan gebeurt, ook in Nederland kon plaatsvinden en de jeugd liet nadenken over de situatie van vluchtelingen in ons eigen land. 
De opname vonden onder meer plaats in Amsterdam Nieuw-West terwijl voor de afleveringen die zich op Tyros afspeelden gefilmd werd op het Griekse deel van het eiland Cyprus. De regie was in handen van Hans Hylkema en het script werd ook tot een speelfilm bewerkt.
In 1990, 2002 en 2004 werd de serie door de IKON herhaald.

## Rolverdeling
- Karin van Dam - Miriam de Boer
- Vera van Dam - Ineke Holzhaus
- Teun van Dam - Maarten Pinxteren
- Johan van Dam - Peter Tuinman
- Lukas, de papegaai - stem van Ger Smit
- Wilma Bosman - Tetske van Ossewaarde
- Pieter Bosman - Huib Rooymans
- Hans Tergragt - Frank Groothof
- Buurman Gerritsen - Tom Jansen
- Generaal - Arend Jan Heerma van Voss
- Mevrouw Santamas - Elly Kyriaeidou